# Tréméloir
Tréméloir (bretonisch: Tremelar) ist eine Ortschaft und eine ehemalige französische Gemeinde mit 869 Einwohnern (Stand: 1. Januar 2018) im Département Côtes-d’Armor in der Region Bretagne. Sie gehörte zum Arrondissement Saint-Brieuc und zum Kanton Plérin.
Mit Wirkung vom 1. Januar 2016 wurden die ehemaligen Gemeinden Pordic und Tréméloir zur namensgleichen Commune nouvelle Pordic zusammengelegt und haben in der neuen Gemeinde den Status einer Commune déléguée. Der Verwaltungssitz befindet sich im Ort Pordic.

## Bevölkerungsentwicklung

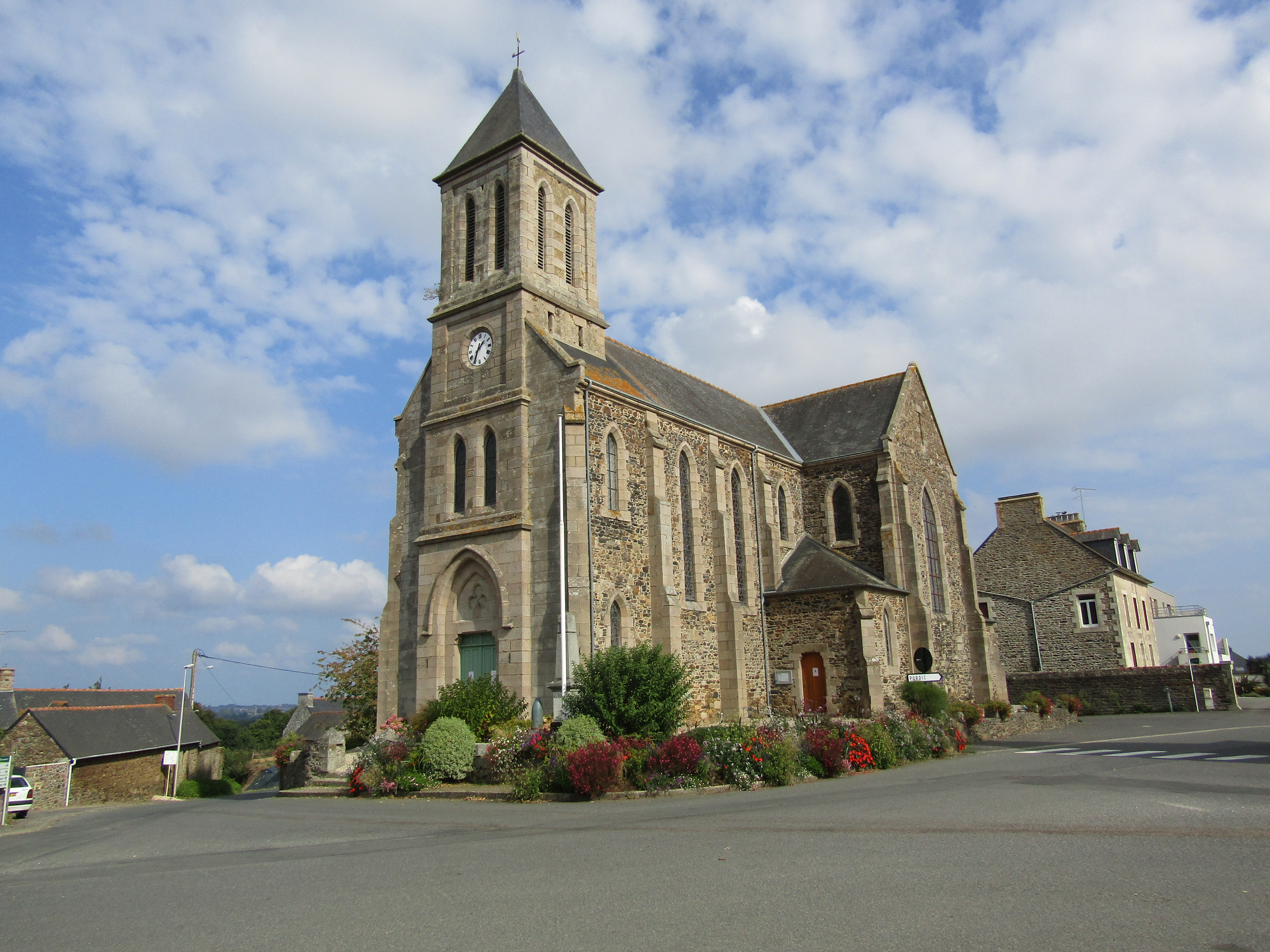
Kirche Saint-Méloir

| 1962 | 1968 | 1975 | 1982 | 1990 | 1999 | 2008 | 2018 |
| 334  | 338  | 342  | 386  | 424  | 443  | 692  | 869  |